# Ендергонічна реакція
Ендергонічна реакція, ендоергічна реакція (англ. endergonic (or endoergic) reaction) — хімічна реакція, для якої зміна сумарної стандартної енергії Гіббса (ΔG°) є додатною. Деколи цей термін вживають щодо випадку додатного значення зміни ентальпії (ΔH°) при абсолютному нулі температури.